# شاين كنلان
شاين كنلان (بالإنجليزية: Shane Conlan) هو لاعب كرة قدم أمريكية أمريكي، ولد في 4 مارس 1964 في نيويورك في الولايات المتحدة.

## وصلات خارجية
- شاين كنلان على موقع مرجع كرة القدم المحترفة.كوم (الإنجليزية)